# Wagon pour transports exceptionnels

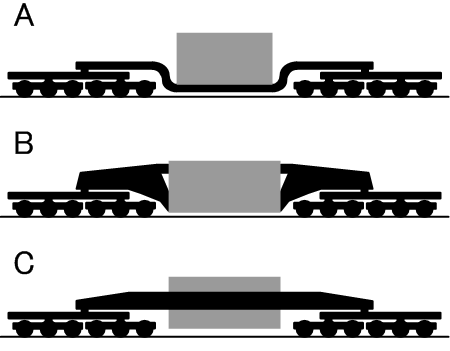
Types de wagons selon leur mode de chargement.

Un wagon pour transports exceptionnels ou wagon « mille-pattes » (en anglais Schnabel car) est un type très spécialisé de wagons de marchandises dans les chemins de fer. Affecté exclusivement aux transports exceptionnels et capable d'accepter des chargements hors-gabarit, il relève du type UIC-U.
Les wagons-torpilles sont un type particulier de wagon « mille-pattes » affecté au transport de la fonte liquide.
Certains « wagons mille-pattes » sont destinés à un usage routier.

## Caractéristiques
Il est conçu pour déplacer des charges trop lourdes ou trop grandes pour des wagons du parc classique, et qui dépassent bien souvent les limites autorisées normalement. Pour cela, le véhicule se forme autour de la charge elle-même, en se fixant à ses deux extrémités. La pièce est soutenue au milieu du wagon par deux bras de charge. Les bras de charge sont reliés à un pivot lui-même posé sur une succession pyramidale de pivots et de cadres permettant ainsi de répartir la masse sur un grand nombre d'essieux.
Quand ce type de wagon est vide, les deux bras de charge sont attachés ensemble et le wagon peut se déplacer dans un train du service ordinaire, à une vitesse ordinaire. Quelques-uns de ces wagons spéciaux (c'est le cas de deux des quatre que l'on trouve en France) incluent un système hydraulique qui permet de désaxer la charge pendant le déplacement, par exemple pour passer un pont. Cette manœuvre  s'effectue à très basse vitesse, sous des conditions de sécurité drastiques. On dénombre 30 de ces wagons spéciaux en Amérique du Nord, 31 en Europe et 26 en Asie (chiffres 2005).

## CEBX 800 en Amérique du Nord
Le plus grand wagon de transport exceptionnel en service, appartenant à la société ABB, porte l'immatriculation CEBX 800, et est utilisé en Amérique du Nord. Construit par la société Krupp AG, il est doté de 36 essieux (18 pour chaque moitié). Chaque moitié comprend 9 bogies reliés entre eux par un système complexe de balanciers. Sa tare (masse à vide) est de 370 tonnes. Lorsqu'il est vide, ce wagon mesure 70,6 m de long. Il peut porter une charge de 34,5 m de long et 852,3 tonnes. Par comparaison, un wagon couvert classique n'a qu'un seul bogie de deux essieux à chaque extrémité, mesure une quinzaine de mètres et transporte une charge qui n'excède pas 80 tonnes.

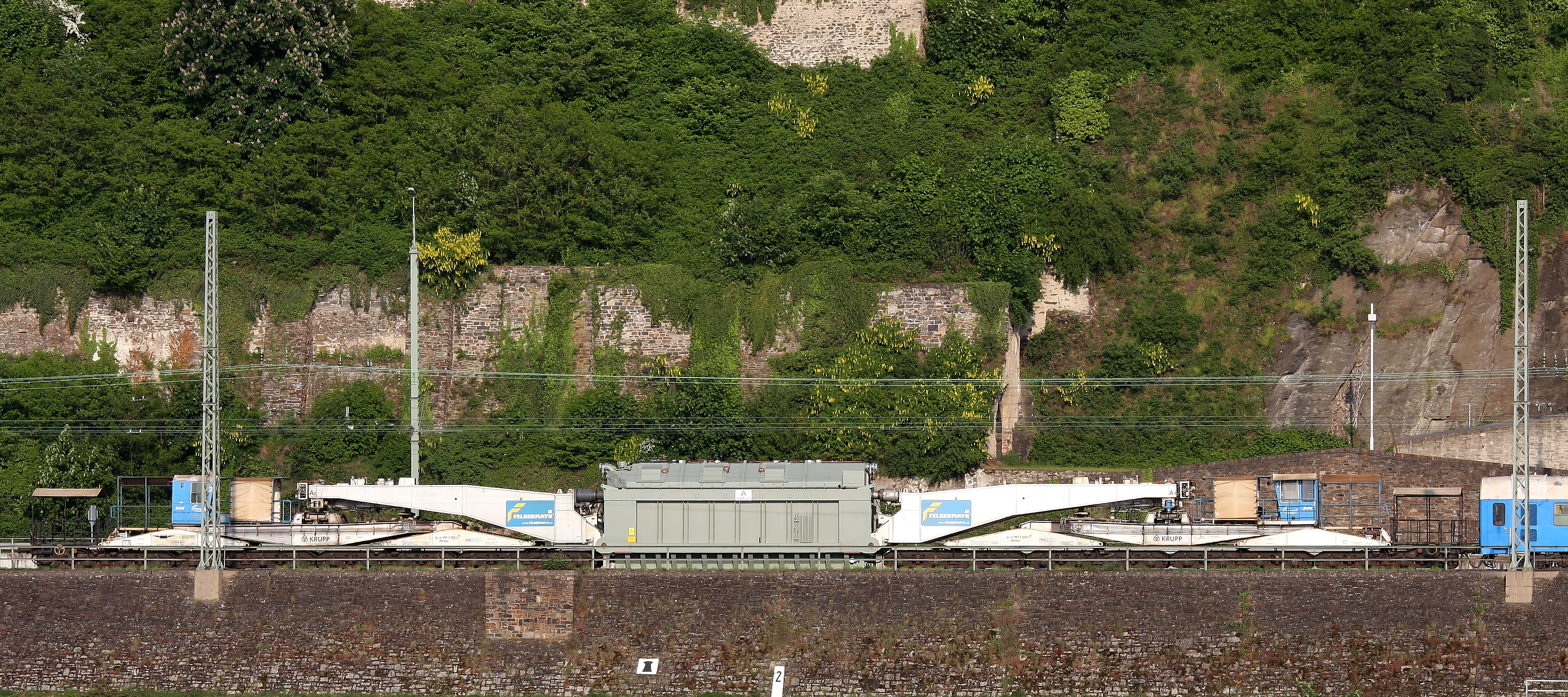
Wagon allemand chargé d'un transformateur à Coblence.
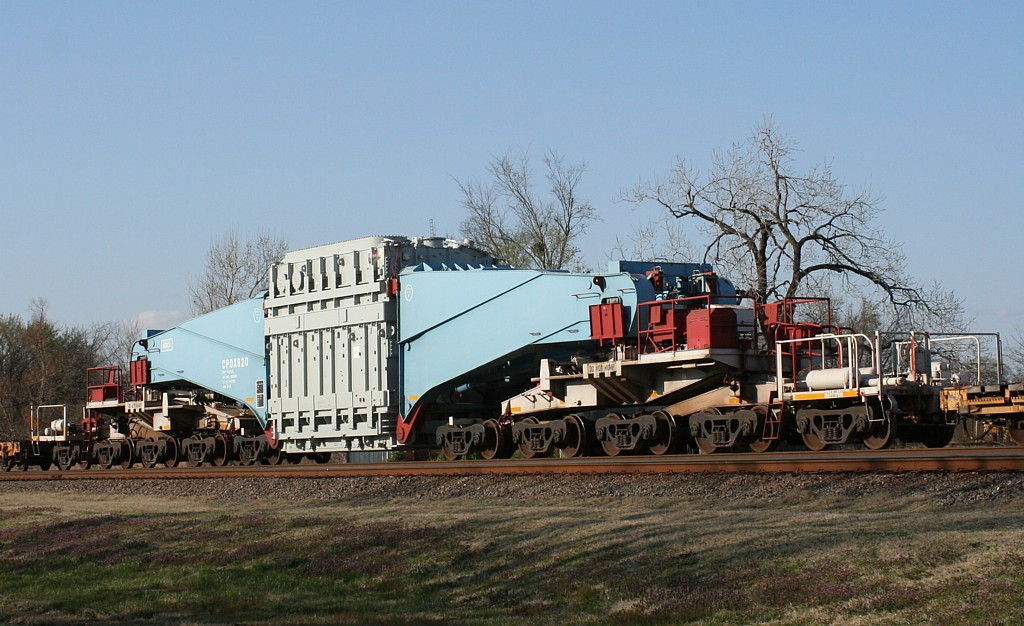
Wagon américain chargé.
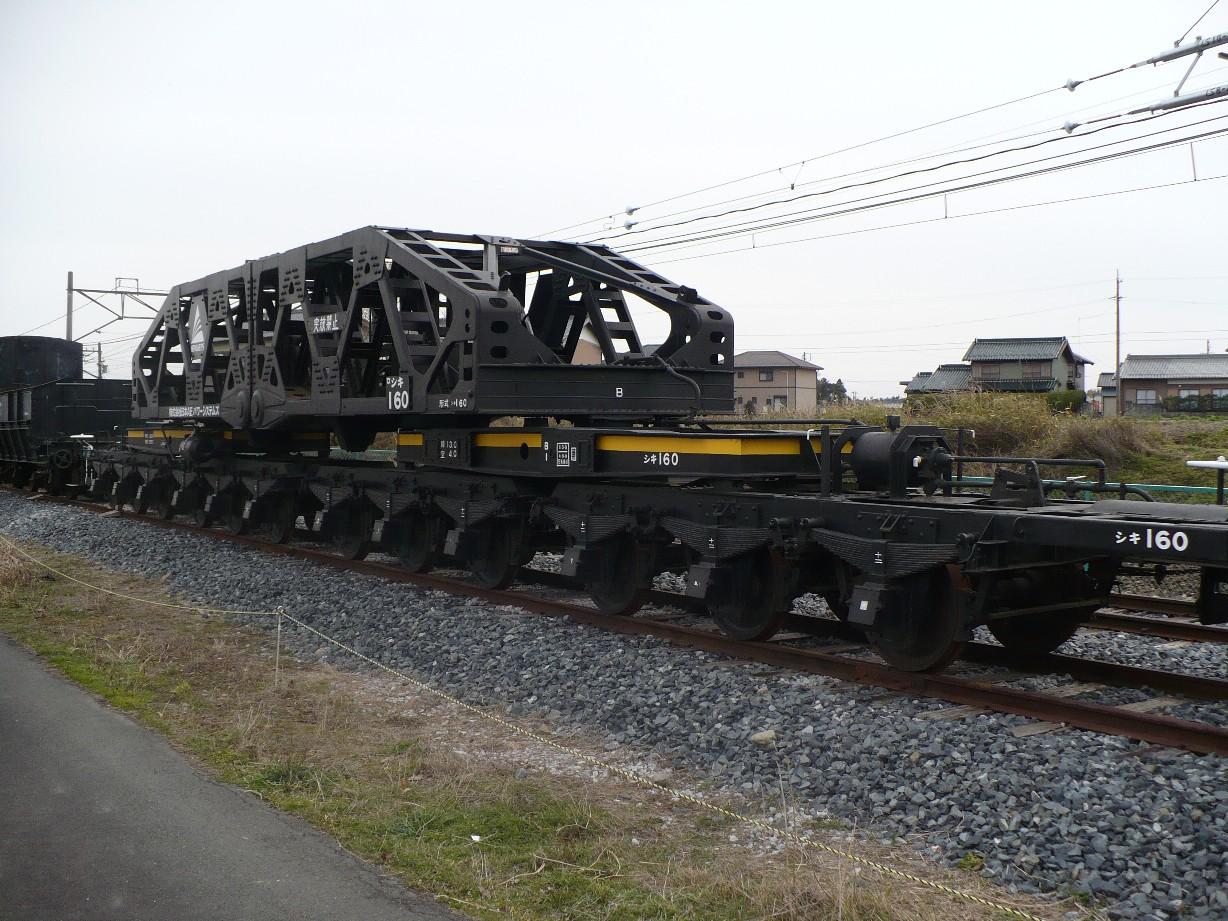
Wagon japonais vide.
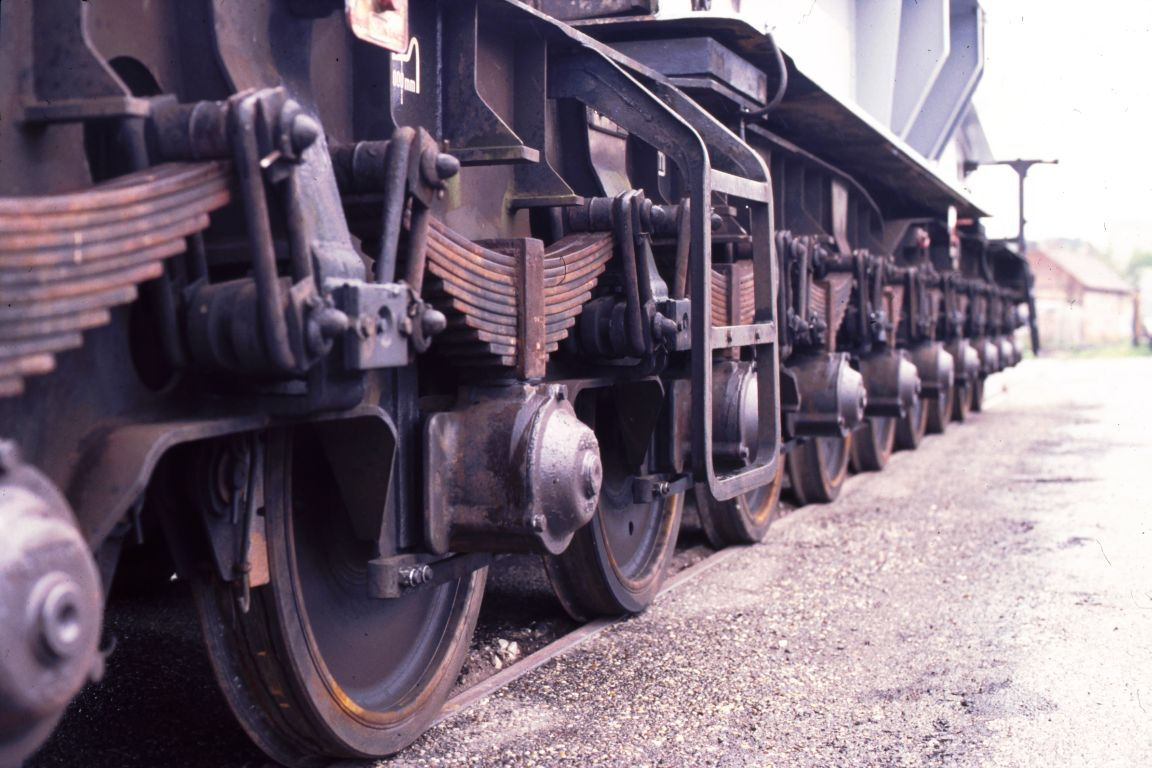
Nombreuses roues d'un wagon allemand.

## Sources

### Traduction
- (en) Cet article est partiellement ou en totalité issu de l’article de Wikipédia en anglais intitulé « Schnabel car » (voir la liste des auteurs).